# Hugo Springer
Hugo Springer (* 9. Januar 1873 in Behamberg; † 18. Juni 1920 in Rom) war Abt des Stiftes Seitenstetten in Niederösterreich.

## Leben
Karl Springer trat 1892 in die Benediktinerabtei Seitenstetten ein und legte 1893 die Profess ab. Er studierte Theologie am Päpstlichen Athenaeum Sant’Anselmo in Rom und an der Universität Innsbruck und wurde 1897 zum Priester geweiht. Nach ersten seelsorglichen Erfahrungen als Kooperator in Allhartsberg studierte er in Innsbruck Mathematik und Physik, legte 1903 die Lehramtsprüfung ab und wurde zum Dr. phil. promoviert. Im Stiftsgymnasium Seitenstetten unterrichtete er anschließend Mathematik, Physik und Französisch. 1908 wurde er im Alter von 35 Jahren Abt von Seitenstetten.
Als solcher galt er als besonders dynamisch. Er modernisierte sowohl das Stift als auch das Gymnasium und ließ Kirchen in den dem Stift anvertrauten Pfarren renovieren. Auch in der österreichischen Marienkongregation genoss er hohes Ansehen. Häufig vertrat er den Abtpräses bei internationalen Zusammenkünften der noch jungen Konföderation der Benediktiner.
Seit 1909 war er Ehrenmitglied der katholischen Studentenverbindung KÖStV Austria Wien.
Im Ersten Weltkrieg beherbergte Abt Springer versehrte Soldaten zur Rekonvaleszenz im Stift. Für ihre Versorgung kam zum Großteil das Stift auf. Ebenso nahm Abt Hugo  Mitbrüder aus der istrischen Abtei Dajla in Seitenstetten auf. Sie waren in der Folge der Entstehung des Königreichs Jugoslawien vertrieben worden.
Bei der Wahl des Abtprimas 1920 in der Primatialabtei Sant’Anselmo in Rom erkrankte Hugo Springer schwer und musste sich einem chirurgischen Eingriff unterziehen, an dessen Komplikationen er verstarb. Er fand auf dem Campo Verano in Rom seine letzte Ruhestätte.
Wenige Wochen später wählten die Kapitulare von Seitenstetten seinen jüngeren Bruder Theodor Springer, der 1904 in Seitenstetten eingetreten war, zu seinem Nachfolger als Abt.

## Schriften
- Die Entwicklung der Theorie des Lichtes von den alten Griechen bis aus unsere Zeit. Dissertation Innsbruck 1902
- Druckfassung: Die Lichttheorie in ihrer geschichtlichen Entwicklung. Programm des Gymnasiums Seitenstetten 1907, S. 3–53 und 1908, S. 3–51.